# Шьонборн
Шьонборн (на чешки: Schönbornský palác) е бароков дворец в квартала Мала страна в Прага, Чехия. Понастоящем в него се помещава посолството на САЩ в Република Чехия. От 1958 г. сградата е обявена за паметник на културата на страната.
Дворецът е построен между 1643 и 1656 г. на мястото на пет по-стари ренесансови къщи, разрушени по време на Тридесетгодишната война. Мястото е откупено от граф Рудолф Колоредо-Уолс от император Фердинанд, който започва мащабно строителство като превръща и лозята на хълма край сградата в терасирана градина с геометрични фигури. Следващите собственици на имота са благородническата фамилия Шьонборни, чието име дворецът носи.
Известно е, че Франц Кафка живее и работи в двореца през 1917 г., но недостатъчно отоплените помещения допринасят за обостряне на туберкулозата му и той е принуден да постъпи в санаториум.
Ричард Крейн, внук на чикагски милионер и посланик на Съединените американски щати в Прага между 1919 и 1921 г., закупува сградата през 1919 г. след края на Първата световна война от последния собственик от рода Шьонборн Карл Йохан Шьонборн (1890 – 1952) и след това я продава на правителството на САЩ през 1924 г. за 117 000 долара.

## Галерия
- Общ изглед